# Ja till livet
Ja till livet var en politiskt och religiöst obunden ideell organisation som arbetade mot abort i Sverige, grundad i november 1991 av Mikael Oscarsson, riksdagsledamot för Kristdemokraterna sedan år 1998. Hösten 2017 slog föreningen sig samman med stiftelsen Provita, som främst profilerat sig inom frågor om samvetsfrihet, och bildade Föreningen Människovärde med en uttalat kristen profil.
Föreningens ståndpunkt var att foster har människovärde och ska skyddas enligt de mänskliga rättigheterna som stadgar att envar har rätt till sitt liv. Organisationen hade, enligt egen uppgift, cirka 18 000 stödmedlemmar 2011.

## Verksamhet
Förutom det abortkritiska arbetet verkade Ja till livet även emot aktiv dödshjälp och drev frågor relaterade till fosterdiagnostik och genteknik som de menade riskerar att underminera människovärdet. 
Ja till livet gav ekonomiskt stöd till Livlinan, en kristen jourtelefon för gravida kvinnor eller par, grundad av stiftelsen Provita. De vill också ha ökad information om psykiska problem efter aborter och risker med abort.

## Ordförande
- Mikael Oscarsson, 1991–1997 (grundare av föreningen)[7]
- Tomas Seidal, 1997–2009[8]
- Gunilla Gomér, 2009–2014[9]
- Stefan Swärd, 2014–2017[10][11]